# Deutsches Schrifttum
Deutsches Schrifttum war eine deutsche Literaturzeitschrift, die von 1909 bis 1917 und von 1920 bis 1933 in Weimar erschien.

## Titel
Von 1918 bis 1919 trug das Blatt vorübergehend den Titel Die Deutsche Not. Seit 1923 war es zugleich halbmonatige Beilage zu der von Ernst zu Reventlow herausgegebenen Zeitschrift Der Reichswart, Wochenschrift für nationale Unabhängigkeit und deutschen Sozialismus.

## Herausgeber und Intentionen
Herausgeber und Hauptautor war der völkische Literaturhistoriker Adolf Bartels, der die Zeitschrift als Kritikerorgan konzipiert hatte. Neben Rezensionen neu erschienener Bücher verbreitete er darin seine Betrachtungen über die deutsche Literatur der Vergangenheit und der Gegenwart.

## Mitarbeiter und Einflüsse
Sekretär und Mitarbeiter an diesem Blatt war zeitweise Hans Severus Ziegler, der nach Hitlers Machtübernahme 1933 stellvertretender Gauleiter von Thüringen wurde und 1936 Generalintendant des Weimarer Nationaltheaters.